# Мілан (Шашік)
Мі́лан Ша́шік (нар. 17 вересня 1952, Легота, Словаччина — 14 липня 2020) — греко-католицький єпископ Мукачівський словацького походження.

## Біографія
Народився 17 вересня 1952 року в Леготі, Словаччина. Був п'ятим сином у родині селян Яна Шашіка та Анни.
У травні 1957 року сім'я пережила тяжку операцію батька, яка пройшла успішно. У вересні 1960 року народився наймолодший брат. 24 січня 1992 помер батько, а 30 липня 1992 року померла мама.

### Перше Причастя
У травні 1961 року приступив до першої св. Сповіді та першого св. Причастя в храмі св. Анни разом із усіма однокласниками. Опісля став міністрантом і прислуговував з багатьма іншими хлопцями під час церковних богослужінь, переважно при святій Літургії. Навчаючись у школі, брав активну участь в уроках катехизму, який приходив викладати місцевий священик. Охоче декламував на конкурсах вірші, грав у шкільному театрі.
З 1967 року почав читати Апостола в храмі рідного села. Щороку з весни після занять у школі разом із батьками та старшими братами працював на колгоспних землях та виноградниках. А протягом літніх канікул підробляв у сільськогосподарському кооперативі.

### Монаший новіціят та семінарія
У 1968 році закінчив 9 клас основної школи. У липні взяв участь у паломництві до храму Пресвятої Богородиці в Левочі на Східній Словаччині: там він уперше був присутній на греко-католицькій Літургії оновленої греко-католицької Церкви, що вийшла з підпілля.
31 серпня 1971 року по закінченні середньої школи в Нітрі був таємно прийнятий до місійної спільноти св. Вінкентія де Поль (лазаристи) та розпочав новіціят (вступив до Місійної Конгрегації Отців Лазаристів). Монашим спільнотам у соціалістичній Словаччині з 1950 року було заборонено приймати нових членів.
17 серпня 1972 склав тимчасові обіти, а 27 вересня 1973 року в провінційному домі сестер вінкентинок в Мендрику (сьогодні Чехія) склав вічні обіти.
Із 1 вересня 1971 року був офіційно прийнятий до священичої семінарії за направленням Трнавської єпархії. Навчався на Кирило-Мефодіївському богословському факультеті в Братиславі. Тут зустрічався зі студентами-семінаристами Пряшівської єпархії, що теж навчалися в Братиславі, в єдиній семінарії у Словаччині. Почав цікавитися східним обрядом, тому чотири семестри щосуботи відвідував лекції зі східної літургії, співу та історії. Із семінаристами Пряшівської єпархії брав участь у греко-католицьких Службах Божих у парафіяльному храмі Воздвиження Чесного Хреста в Братиславі (сьогодні — кафедральний собор).

## Рукоположення
Після закінчення початкової та середньої школи, в 1971—1976 роках був слухачем курсів філософії і теології у Вищій семінарії в Братиславі.
6 червня 1976 року на свято Зіслання Святого Духа був висвячений на священника у Братиславському соборі святого Мартина разом із іншими 36 дияконами із усіх єпархій Словаччини (окрім Пряшівської єпархії). Святитель — Трнавський владика Юліус Ґабріш.
1 липня 1976 року призначений помічним священником у Леопольдові із філією в Червеніку. Окрім відправляння Літургій, проводив офіційно катехизацію дітей у школі та підпільно працював з молоддю. В подальшому виконував різноманітну душпастирську працю, спочатку був капеланом, потім — парохом.

### Переслідування
Улітку 1980 року організовалася перша Оаза (євангелізаційний рух) у Словаччині, але відразу відбувся і перший допит молодого священника державною безпекою у Братиславі. Погрози з боку органів закінчились відібранням у жовтні 1981 року державного дозволу працювати в Західнословацькому краї.
Із 1 листопада 1981 року призначений адміністратором парафії в Банській Белі при Банській Штявниці в Середньословацькому краї. Самовіддана праця в гірській місцевості часто затьмарювалася тиском органів державної безпеки.
Протягом цих років проводив євангелізацію у власній парафії (неокатехуменальні катехизи в Банській Белі) та в багатьох інших містах Словаччини і Чехії.
У січні 1986 року після погроз поліції отця Мілана перевели до однієї з найменших парафій єпархії — Висока при Банській Штявниці, де мешкало всього 157 жителів, в її філії Декиш — 240 жителів (220 католиків та 20 євангелістів), а в Копаниці — ще менше 150 жителів (40 католиків та 110 євангелістів).

## З Риму в Закарпаття
Після змін політичної ситуації влітку 1990 року посланий на духовні студії до Риму. 1990-1992 роки — навчання в Терезіянумі в Римі (в Папському Інституті Духовності «Teresianum» в Римі), де отримав ступінь маґістра.
На початку січня 1991 року вперше відвідав Україну (Закарпаття). Влітку 1991 року мав десять тижнів місійного досвіду в Еквадорі. Взимку 1992 року побував у Росії: Москва, Волгоград, Комишин та Енгельс.
У червні 1992 року, після закінчення навчання в Римі: отримав ліцензіат із богослов'я. Взяв участь у Генеральному зібранні отців-лазаристів у Римі.
19 серпня 1992 року приїхав в Україну, на Закарпаття, у село Довге. Провадив пасторальну службу для словацької спільноти у Великому Березному, Кольчині (Фрідішові), Довгому й Лисичові аж до 4 жовтня 1992 року. Між тим взяв участь у похороні (перепохованні) мученика-ісповідника отця Петра Павла Ороса в Білках.
Із 5 жовтня 1992 року до 5 липня 1998 року працював в Апостольській Нунціатурі в Києві. Виконуючи службові обов'язки, об'їздив майже всю Україну, супроводжував Апостольського Нунція, перекладав. Часто навідувався на Закарпаття, допомагав у пасторальній службі, певний час навіть щосуботи та щонеділі.
Брав участь у святкуваннях 400-ї річниці Берестейської унії та 350-ї річниці Ужгородської унії. З січня 1994 до липня 1998 року також служив для чеської спільноти в Києві.
Після закінчення праці в Нунціатурі повернувся до Словаччини, де став настоятелем спільноти отців-лазаристів у Банській Бистріці. Потім протягом одного року був Директором Новіціату в Конгрегації Отців Лазаристів у Словаччині. Викладав у Банськобистрицькій семінарії в Бадині.
9 жовтня 1998 року нагороджений Папською відзнакою — золотим хрестом «Pro Ecclesia et Pontifice».
Із серпня 2000 року знову посланий на Закарпаття та призначений настоятелем спільноти отців-лазаристів і парохом у Перечині, Закарпаття для римо-католиків. Із двома співробітниками обслуговував ще й Тур'я Ремети, Оноківці, Гуту, Великий Березний і Забрідь (тут збудував новий храм), а також і греко-католиків.
За дозволом Святого Престолу о. Мілан Шашік служив у двох обрядах: греко-католицькому і латинському.

## Апостольський Адміністратор
12 листопада 2002 року папа Римський Іван-Павло II призначив о. Мілана титулярним єпископом Бононії, Апостольським Адміністратором ad nutum Sanctae Sedis Мукачівської єпархії Греко-Католицької Церкви із осідком в Ужгороді.
27—28 червня 2003 року за участю владики Мілана та спеціального представника Папи Римського кардинала Роже Ечегарає відбулося урочисте перенесення мощей Блаженного Теодора Ромжі до Ужгородського кафедрального собору.
28 червня 2004 року разом із кардиналом Йозефом Томком освятив завершену будову Ужгородської греко-католицької богословської академії та семінарії.
24 вересня 2004 року за настійливої діяльності владики Мілана було повернено Мукачівській греко-католицькій єпархії єпископську каплицю та частину приміщень єпископської резиденції.

## Єпископська хіротонія
Хіротонізований в єпископи (єпископські свячення) Святішим Отцем Іваном Павлом II 6 січня 2003 року в Римі в Собор святого Петра в Римі. Уряд прийняв 25 січня 2003 року.
У червні 2006 року за участю владики Мілана в Ужгородській греко-католицькій богословській академії відбулася міжнародна конференція, присвячена сторіччю публікації мукачівського простопінія (ірмологіону) Йоана Бокшая. Участь в конференції взяли не тільки греко-католицькі, але й православні єпископи.
2007 року нагороджений орденом України «За заслуги» ІІІ ступеня. Того ж року під головуванням владики Мілана відбулося відзначення 60-річчя мученицької смерті Блаженного Теодора Ромжі за участі єпископів із різних країн та областей України.
2008 року обраний почесним громадянином Ужгорода. 2009 року прийняв громадянство України.

## Єпарх Мукачівський
17 березня 2010 року іменований єпархом Мукачівської єпархії. 24 квітня святково введений (інтронізований) на кафедру в Ужгородському соборі Воздвиження Чесного Хреста.
13 квітня 2011 року в переддень 100-ї річниці Блаженного священномученика Теодора перенісся до історичної резиденції греко-католицьких єпископів в Ужгороді поруч із кафедральним собором.
У грудні 2011 року з ініціативи владики Мілана на площі Святого Петра у Ватикані поставлена різдвяна ялинка з Великого Бичкова як дар від усіх Церков України, за що єпископ був нагороджений відзнакою посольства України при Святому Престолі.
За десять років владика Мілан освятив в Мукачівській єпархії 140 храмів та каплиць, висвятив 156 нових єпархіальних священиків.
Окрім рідної, словацької мови, володів українською, італійською, чеською, російською та польською мовами.
Помер 14 липня 2020 року.

## Будівельні скандали

### Будівництво в буферній зоні пам'ятки національного значення
У 2004 році владика Мілан Шашік спільно з ужгородським дипломатом та юристом Аленом Пановим ініціювали створення Скверу Марії-Терезії. У 2013 році Панов та владика Мілан оголосили конкурс на розробку проекту скверу. В умовах конкурсу передбачалось об'єднання окремих ділянок, що належали Алену Панову та перебували у розпорядженні греко-католицької єпархії, в єдиний простір зі сквером та будівництво меморіального комплексу у буферній зоні пам'ятки архітектури національного значення — Ужгородського кафедрального собору.

Після оголошення конкурсу на розробку проекту скверу, від нього відмежувалась громадська організація PRO URBE, що опікується збереженням архітектурної спадщини у місті Ужгород. Хоча спочатку представники PRO URBE і допомагали розробляти положення конкурсу, але згодом припинили співпрацю через суттєві розбіжності в поглядах з Аленом Пановим та греко-католицькою єпархією. За словами голови громадської організації, архітектора Петра Сарваша, спірні питання стосувались запланованого знищення історичного кам'яного муру та втручання в історичне середовище Замкової гори:
|  | У першу чергу, це стосується недопустимості руйнування кам’яної стіни навпроти порталу кафедрального собору як історичної пам'ятки, яка водночас відіграє роль формоутворюючого елементу середовища. Так само вважаємо недопустимими зміни параметрів площі Бачинського методами втручань в планувальну структуру Замкової гори. |

Частину Скверу, з пам'ятником Марії-Терезії та меморіальним комплексом, що належить Алену Панову, було відкрито для громадського користування 5 січня 2015 року, а іншу частину, зі статуєю Діви Марії, що належить греко-католицькій єпархії — 28 червня 2016 року.

### Знищення 200-річного кам'яного муру
9 жовтня 2015 року під час будівельних робіт з облаштування скверу у буферній зоні пам'ятки національного значення — Ужгородського кафедрального собору — екскаватором було зруйновано кам'яні мури XIX століття.
Одразу після падіння старовинного муру на сполох забили активісти, що опікуються архітектурною спадщиною — з вимогами відновити об'єкт культурної та історичної спадщини. Однак Мукачівською греко-католицькою єпархією, яка була співініціатором закладки скверу, було відмовлено у відновленні кам'яного муру. Відтак активісти та правники розпочали готувати скарги до Мінкульту, Державної архітектурно-будівельної інспекції та в обласне управління архітектури, а також заяви про скоєння кримінального злочину у вигляді знищення історичної пам'ятки.
Негативну оцінку факту знищення муру дали також колишні головні архітектори міста Ужгород — Олександр Шеба та Петро Сарваш, місцевий краєзнавець Людвіг Філіп, скульптор Василь Роман, а також Юрій Глеба — начальник управління культури Закарпатської ОДА.
У травні 2016 року кілька десятків відомих та авторитетних ужгородців написали звернення до Алена Панова, єпископа Мілана Шашіка та міського голови Ужгорода з пропозицією відбудувати історичний паркан.
Станом на початок 2017 року зруйнований історичний мур не відновлено.

## Нагороди і відзнаки
- Хрест «За заслуги перед Церквою і Папою» (9 жовтня 1998)
- Орден «За заслуги» II ст. (Україна, 20 липня 2020, посмертно) — за багаторічну плідну церковну, благодійну і милосердницьку діяльність[24][25]
- Орден «За заслуги» III ст. (Україна, 17 вересня 2007) — за багатолітню плідну церковну, благодійну і милосердницьку діяльність[26]
- Почесний громадянин Ужгорода (2009)[27][28]